# Lossow (Frankfurt (Oder))
Lossow (Anhörenⓘ) ist ein Ortsteil der kreisfreien Stadt Frankfurt (Oder).

## Geografie

### Geografische Lage
Lossow liegt sieben Kilometer südlich des Stadtgebietes von Frankfurt (Oder), vier Kilometer östlich des Helenesee und etwa 102 Kilometer östlich von Berlin.

### Nachbargemeinden
Südlich von Lossow liegt fünf Kilometer entfernt Brieskow-Finkenheerd, eine Gemeinde im Landkreis Oder-Spree.

## Geschichte

Partie an der Kirche vor 1913. Foto: Hermann Schinke

Der Ort wurde nach der Familie Lossow benannt. Deren erste urkundliche Erwähnung findet sich 1290 unter dem Namen Otto de Lossowe statt. 1328 ist der Ort erstmals urkundlich nachweisbar.

Schloss Lossow vor 1913. Foto: Hermann Schinke

Der Frankfurter Patrizier Rakow kaufte 1438 der Familie Lossow den Freien Hof und das Dorf ab. 1460 besaß der Ort 64 Hube, 20 Kötter, einen Krug und eine Schäferei. Von den 64 Huben standen vier dem Pfarrer und zwei der Kirche zu, vier gehörten dem Richter oder Lehnschulzen und 34 Hube dem Gerichtsherrn. 1473 wurde erstmals eine Zollstelle erwähnt.
Als 1512 das Patriziergeschlecht von Rakow ausstarb, ging Lossow in den Besitz der Familie von Beerfelde über, bei denen es bis zum Jahre 1806 verblieb. Im Dreißigjährigen Krieg (1618–1648) erlitt Lossow Plünderung und Brandschatzung durch Truppen Wallensteins und der Schweden. 1741–1746 wurde die Dorfkirche neu errichtet. Im Zuge des Siebenjährigen Krieges (1756–1763) erlitt die Bevölkerung erneut Plünderung und Gewalt; 1759 wurde die Kirche durch russische Soldaten geplündert. 1801 hatte Lossow 232 Einwohner, eine Schmiede, ein königliches Nebenzollamt, eine Ziegelei, die Buschmühle und eine Wassermühle.
1806 ging das Gut Lossow in den Besitz des Landrates Schöning über und an Wilhelm Carl Gottfried Selle (* 31. Mai 1791 in Küstrin; † 21. Feb. 1827 in Lossow) verpachtet. Lossow erhielt, bis auf die Patrimonialgerichtsbarkeit, die Selbstverwaltung.  Im selben Jahr wurde der Ort beim Durchzug französischer Soldaten abermals geplündert. 1811 wird anlässlich der Bekämpfung eines Großbrandes in Tzschetzschnow erstmals die Feuerwehr des Ortes erwähnt.
1810 begann der Lossower Prediger Karl Heinrich Neumann, angeregt durch die kurmärkische Regierung in Potsdam, gemeinsam mit dem Kantor und Lehrer Menzel, eine lokale Schulverbesserung. Neumann und Menzel reformierten den Unterricht nach den neuesten Pestalozzischen Grundsätzen und veranstalteten Lehrerbildungskurse. 1815 eröffnete Neumann ein Lehrerseminar in Lossow.
Im Zuge der Befreiungskriege (1813–1815) wurden 1813 in Tzschetzschnow, Lossow und Markendorf 800 die Truppen der französischen Armee verfolgende Donkosaken einquartiert. In Folge des Wiener Kongress' (18. September 1814 bis 9. Juni 1815) gehörte Lossow ab 1816 bis zu dessen Auflösung 1945 zum Regierungsbezirk Frankfurt.
1844 wurden beim Bau der Eisenbahnstrecke Berlin–Breslau archäologische Funde am Burgwall Lossow bekannt.
1900 gibt es 537 Einwohner und 65 Wohnhäuser.
Am Ende des Zweiten Weltkrieges 1945 war Lossow zu 35 % zerstört.
Nach der Kreisreform von 1950 gehörte Lossow zum Landkreis Frankfurt (Oder); nach der Kreisreform von 1952 zum Kreis Fürstenberg, der 1961 in Kreis Eisenhüttenstadt-Land umbenannt wurde. 1973 wurde Lossow in die kreisfreie Stadt Frankfurt (Oder) eingemeindet.
| Jahr | Einwohnerzahl |
| ---- | ------------- |
| 1801 | 232           |
| 1900 | 537           |
| 1986 | 344           |
| 2007 | 540           |
| 2010 | 502           |
| 2012 | 597           |

## Kultur und Sehenswürdigkeiten

### Bauwerke

#### Dorfkirche

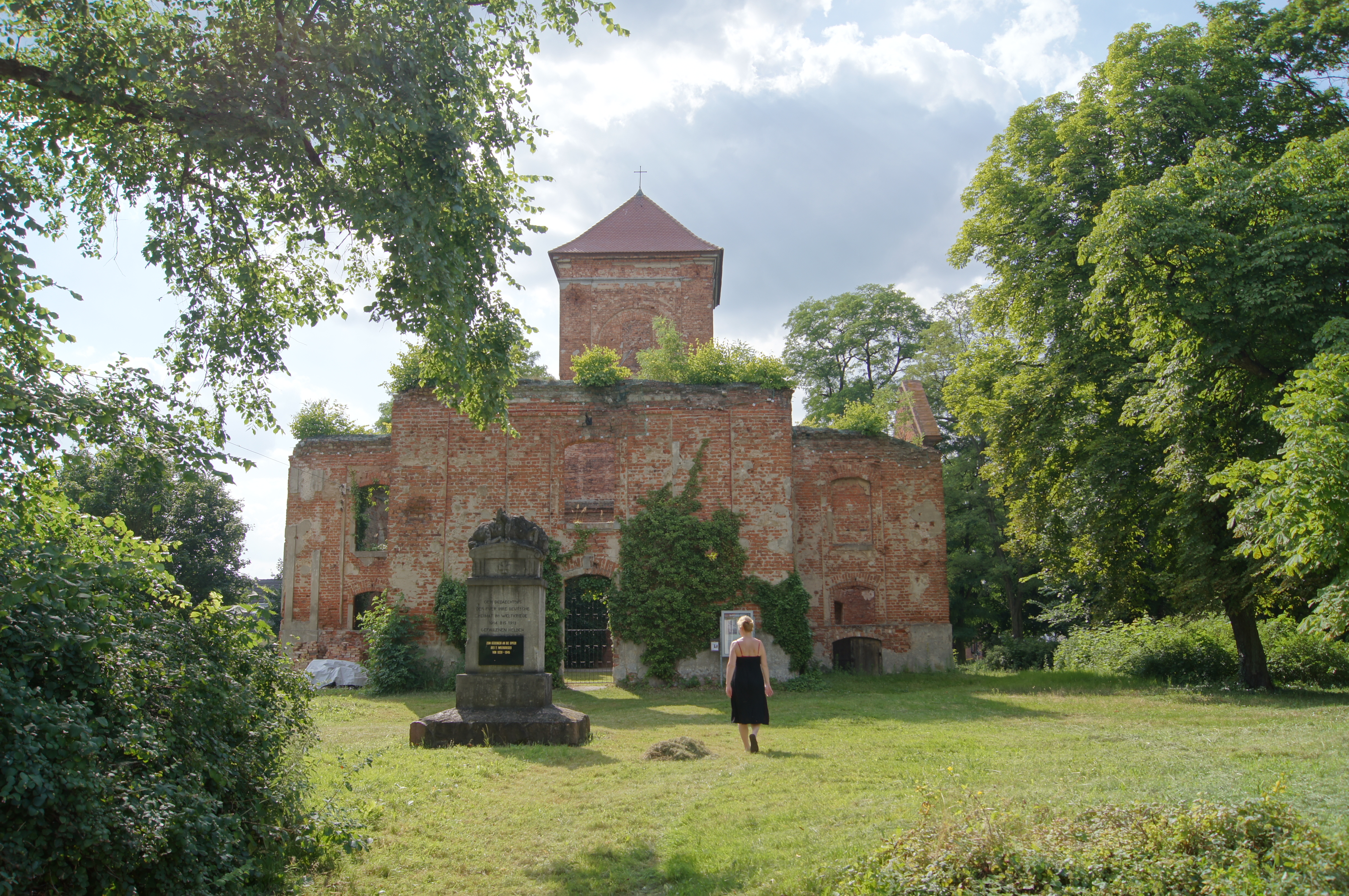
Dorfkirche mit Gefallenendenkmal 2013

Im Lebuser Stiftregister wird 1405 erstmals die Kirche in Lossow erwähnt. Mit der Baufälligkeit 1741 plante der Kirchenpatron Adolph Friedrich von Beerfelde den Bau einer neuen Kirche, welcher 1746 vollendet wurde.
1759, im Siebenjährigen Krieg, erfolgte die Plünderung der Kirche durch russische Soldaten. Ein Blitzeinschlag am 13. Juli 1885 ließ den Glockenstuhl ausbrennen, die Glocken stürzten ab und zerbrachen. Noch im selben Jahr begann man mit dem Wiederaufbau des Turmes der 1886 abgeschlossen wurde. 1924 bekam die Kirche drei neue Glocken aus Apolda vom Rittergutbesitzer Herrn Simon geschenkt. Im Zweiten Weltkrieg wurde die Kirche 1945 stark beschädigt und brannte aus. In den 1950er-Jahren fingen erste Aufbauarbeiten an. Bauern spendeten Bauholz; der Turm erhielt ein Dach. Fördermittel sorgten 1995 für die Sanierung des Turmdaches und eines Teils der Kirchmauer. Mit einem Sicherungsnetz, welches 2005 über die Mauerkrone angebracht wurde, ist die Ruine heute begehbar.

### Denkmäler

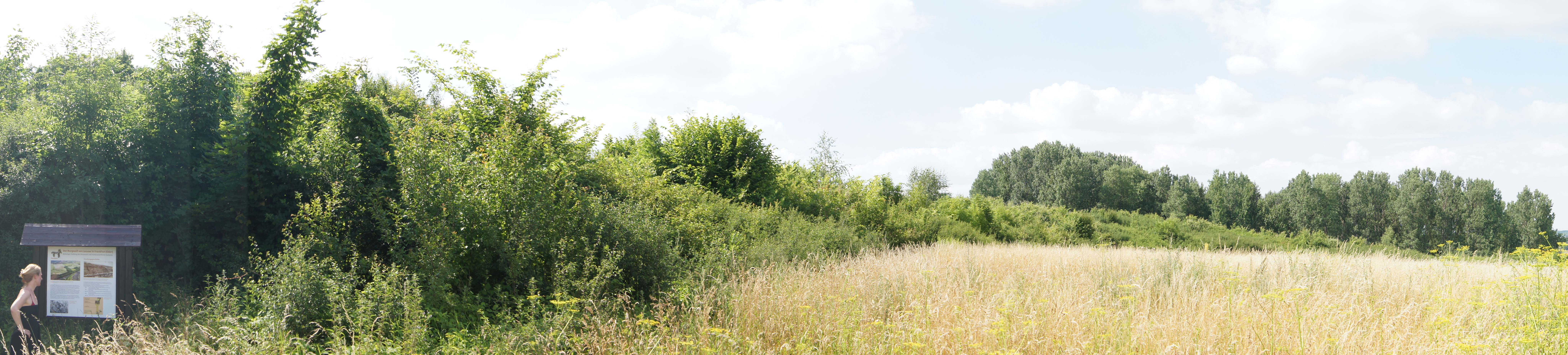
Blick auf den mit Büschen bestandenen Lossower Burgwall 2013

Der Burgwall von Lossow gehört heute zu den bedeutendsten Bodendenkmalen des Landes Brandenburg. Seine Nutzung wird wahrscheinlich auf 1000 v. Chr. bis 400 v. Chr. datiert. Im 19. Jahrhundert stieß man während des Baues der Bahnstrecke Berlin–Breslau auf archäologische Funde, welche aus der Bronze- und Eisenzeit wie auch aus der Slawenzeit stammten. Der Wall erhebt sich etwa dreißig Meter über dem westlichen Oderufer; geschützt durch die Steile Wand. Noch heute erkennt man die bis zu sechs Meter hohe Erde-Holz-Mauer.

## Wirtschaft und Infrastruktur

### Wirtschaft
Klein- und Mittelbetriebe in der Dienstleistung kennzeichnen heute die Wirtschaftsstruktur von Lossow.

### Verkehr
Lossow liegt östlich an der B 112 in Richtung Eisenhüttenstadt an der Oder-Lausitz-Straße.

### Feuerwehr
Die Ersterwähnung der Feuerwehr erfolgte im Zusammenhang mit einem Großbrand am 8. September 1811 in Tzschetzschnow, der damalige Name von Güldendorf, einem Ortsteil von Frankfurt (Oder).
Am 19. Juni 1999 wurde mit der Stadt Cybinka in Polen ein Vertrag beider Freiwilligen Feuerwehren geschlossen, die die gegenseitige Zusammenarbeit auf dem Gebiet von Polen und Deutschland vereinbart.

## Persönlichkeiten
- Christian Wilhelm von Beerfelde (um 1730–1792), preußischer Landrat
- Hans Sigismund von Beerfelde (1726–1788), Erbherr auf Lossow und preußischer Landrat
- Aura Hertwig (Aurelie Antoinette Paschke, 1861–1944), deutsche Fotografin
- Johann Jakob Nathanael Neumann (1750–1803), deutscher evangelischer Theologe und Philosoph, Hauslehrer und Pfarrer in Lossow
- Karl Heinrich Neumann (1778–1818), preußischer Prediger und Schulmann, Pfarrer in Lossow 1804–1816
- Otto Eduard Vincenz Ule (1820–1876), deutscher naturwissenschaftlicher Schriftsteller

## Trivia
Laut einer Sage soll ein unterirdischer Gang vom Burgwall bis in die Nähe von Frankfurt geführt haben, wo er in einem Gebüsch endete.